# Hans Joachim Lohmeyer
Hans Joachim Lohmeyer (* 27. April 1913 in Köln; † 22. Februar 1980 ebenda) war ein deutscher Architekt, der in Köln lebte und arbeitete.

## Bauten und Entwürfe

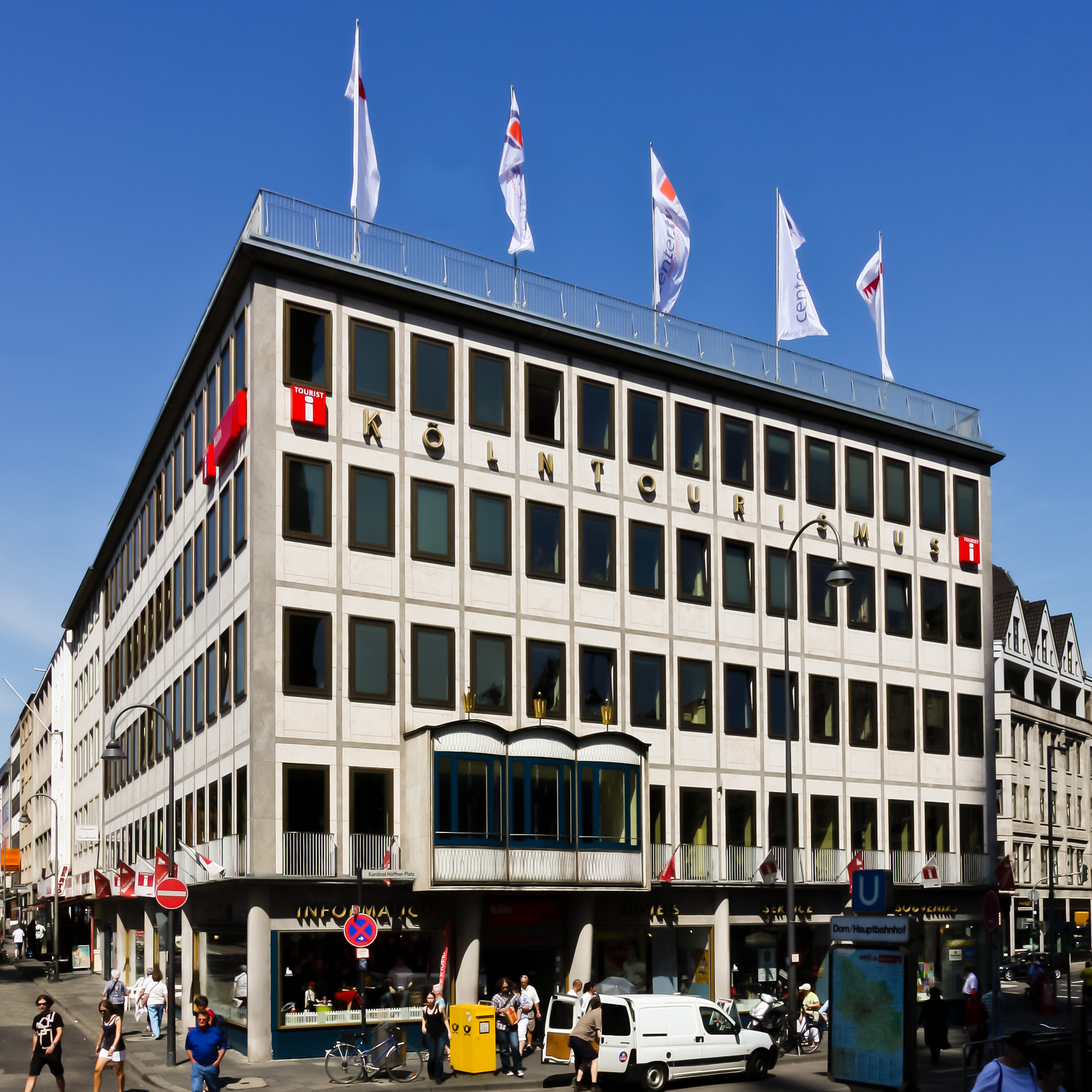
Büro- und Geschäftshaus in Köln, Kardinal-Höffner-Platz 1 (früher Unter Fettenhennen 19)

- Rathaus der Gemeinde Lövenich, Arndtstraße (Anfang 1950er Jahre, heute umgenutzt)[1]
- Kirche des Dominikanerklosters Heilig Kreuz in Köln (1952)[2]
- Büro- und Geschäftshaus in Köln, Kardinal-Höffner-Platz 1 (ehemals Unter Fettenhennen 19; Verkehrsamt der Stadt Köln; 1955)[3]
- Wohn- und Geschäftshaus Komödienstraße 15 in Köln (1958/1959)
- Katholische Kloster- und Pfarrkirche St. Albertus Magnus in Braunschweig (1958)
- Querhaus der katholischen Pfarrkirche St. Matthäus in Vochem (1963)[4]
- Katholische Filialkirche Heilig Geist in Nümbrecht (1976)[5]